# Aphaena satrapa
Aphaena satrapa är en insektsart som beskrevs av Gerstaecker 1895. Aphaena satrapa ingår i släktet Aphaena och familjen lyktstritar. Inga underarter finns listade i Catalogue of Life.